# Васильев, Смирной
Смирной Васильев — русский государственный деятель, дьяк, известный своей неоднозначной ролью в истории самозванца Григория Отрепьева (Лжедмитрия I). 

## Биография
Известны следующие вехи биографии Смирнова Васильева:
В 1591 — 1592 годах он отвечал за выдачу жалованья служилым людям в Нижнем Новгороде, Арзамасе и Курмыше.
В 1594 году находился в Новгороде (Великом или Нижнем).
С 1594 года являлся дьяком приказа Большого дворца.

## Роль в истории Григория Отрепьева
Около 1602 года ростовский митрополит Иона сделал царю Борису донос на монаха кремлёвского Чудова монастыря, Григория Отрепьева. В ответ на донос, царь приказал сослать монаха Григория в отдалённый Кирилло-Белозерский монастырь, избрав в качестве официального повода занятие чернокнижием. Исполнение этого приказа было возложено на дьяка Смирнова Васильева, который, вопреки общепринятым правилам, по неизвестным причинам его не исполнил. В результате, Григорий получил возможность бежать из Москвы и начать «карьеру» самозванца. 
Сам Смирной Васильев позднее заявлял, что первоначально отложил исполнение приказа по просьбе дьяка Семёна Ефимьева, а потом и вовсе о нём «забыл». Истинные мотивы Смирнова Васильева остались неизвестны.

## Дальнейшая судьба
Существует предположение, что в 1605 Борис Годунов, взбешённый тем, что Смирной Васильев не исполнил его приказ, велел произвести масштабную ревизию состояния дворцовой казны, за которую отвечал Смирной Васильев. Обнаружилась большая недостача, после чего дьяка «поставили на правёж» до уплаты долга.
Согласно историку Сергею Соловьёву, «правёж» должников при Борисе Годунове выглядел следующим образом:

[Современники—]иностранцы, как и русские, говорят о старании Бориса уничтожить взяточничество. Если судья был уличен во взятках, то должен был возвратить взятое, заплатить штраф от 500 до 1000 и 2000 рублей, имение его отбирали в казну. Если это был дьяк, не пользовавшийся случайно особенным расположением власти, то его возили по городу и секли, причем висел у него па шее мешок со взяткою, будь то деньги или мех, или соленая рыба; потом преступника заточали.— С.М. Соловьев. История России с древнейших времён.
Во время подобного «правежа», согласно одной из версий, дьяка Смирнова Васильева запороли насмерть.
По другой версии, дьяк Смирной Васильев вместе с дьяком Ефимьевым продолжал спокойно служить в приказе Большого дворца также и при царе Лжедмитрии, и оставался на этой должности как минимум до 1610 года.
В 1616 году в делах по местничеству присутствовал думный дьяк Сыдавной Васильев, возможно являвшийся тем же самым лицом.

## Мнения и оценки
Дореволюционный историк Д. И. Иловайский, который не был согласен с общепринятым сегодня отождествлением Отрепьева со Лжедмитрием, но считал тем не менее, что Отрепьев участвовал в авантюре Самозванца, писал следующее:

Молодой Отрепьев любил выпить и был не в меру болтлив. Какие-то похвальбы или неосторожные речи о смерти царевича Димитрия, о возможности того, что царевич спасся от убийц и скоро объявится, навлекли на него подозрение. Донесли о том патриарху; последний не дал веры; тогда донесли самому царю Борису. Тот велел дьяку Смирному-Васильеву сослать нескромного монаха под начало в Соловки за его якобы занятия чернокнижеством. Но у Григория нашлись заступники; дьяк не спешил исполнить приказ, а потом о нем забыл. Узнав о грозящей опасности, Отрепьев бежал из Москвы вместе с двумя другими чернецами.—  Д.И. Иловайский. История России. В 5 томах. Том 4. Часть 1. Смутное время Московского государства
Современный писатель Юрий Иванович Фёдоров описывает роль Смирнова Васильева так: 

Тогда же царь Борис велел дьяку приказа Большого дворца Смирному-Васильеву взять монаха Отрепьева из монастыря, под крепким присмотром свезти в Кириллов монастырь и содержать там надежно.
Дьяк Смирной-Васильев, выслушав царя, с излишней суетой выбежал из царских покоев. (...) На лице дьяка была растерянность. Однако в приказ он вошел много вольнее (...). Глаза Смирного-Васильева скользили по согнутым над столами головам и вдруг (...) остановились на томившемся у окна за стопкой бумаг дьяке Ефимьеве.
— Семен, — скучливо позвал Смирной-Васильев, — зайди ко мне. Разговор есть.
И, не останавливаясь, прошел в свою камору. Сел к столу и задумался.
Вошел Ефимьев. (...)
— Слыхал, — сказал скучливо Смирной, — монахи в Чудовом балуют?
— Мне недосуг, — ответил Ефимьев, — о монастырских слушать, со своим бы управиться.
(...) Смирной сказал тем же невыразительным голосом:
— Да, вот царь велел разобраться с монахами-то. Царево слово… Да… Об Отрепьеве, монахе, не слышал?
Ефимьев даже не ответил.
Смирной поглядел в окно и гадательно сказал:
— В какой бы иной монастырь перевести его, что ли?.. Или как… — Покивал. — Займись… Будет время… Ну иди, иди, голубок. — Вздернул голову. — Да не забывай дело-то важное об отписании в цареву казну имущества помершего… э-э-э… забыл. Ну ладно, вспомню — скажу. Иди.

Ефимьева с лавки как ветром сдуло. На том разговор и прервался.— Юрий Иванович Фёдоров. «Борис Годунов».